# Amphisbaena leucocephala
Amphisbaena leucocephala este o specie de reptile din genul Amphisbaena, familia Amphisbaenidae, ordinul Squamata, descrisă de Peters 1878. Conform Catalogue of Life specia Amphisbaena leucocephala nu are subspecii cunoscute.